# Fissidentalium semivestitum
Fissidentalium semivestitum is een Scaphopodasoort uit de familie van de Dentaliidae. De wetenschappelijke naam van de soort is voor het eerst geldig gepubliceerd in 1897 door Locard.